# Powiat trocki (I Rzeczpospolita)

Powiat trocki na tle Wielkiego Księstwa Litewskiego I Rzeczypospolitej

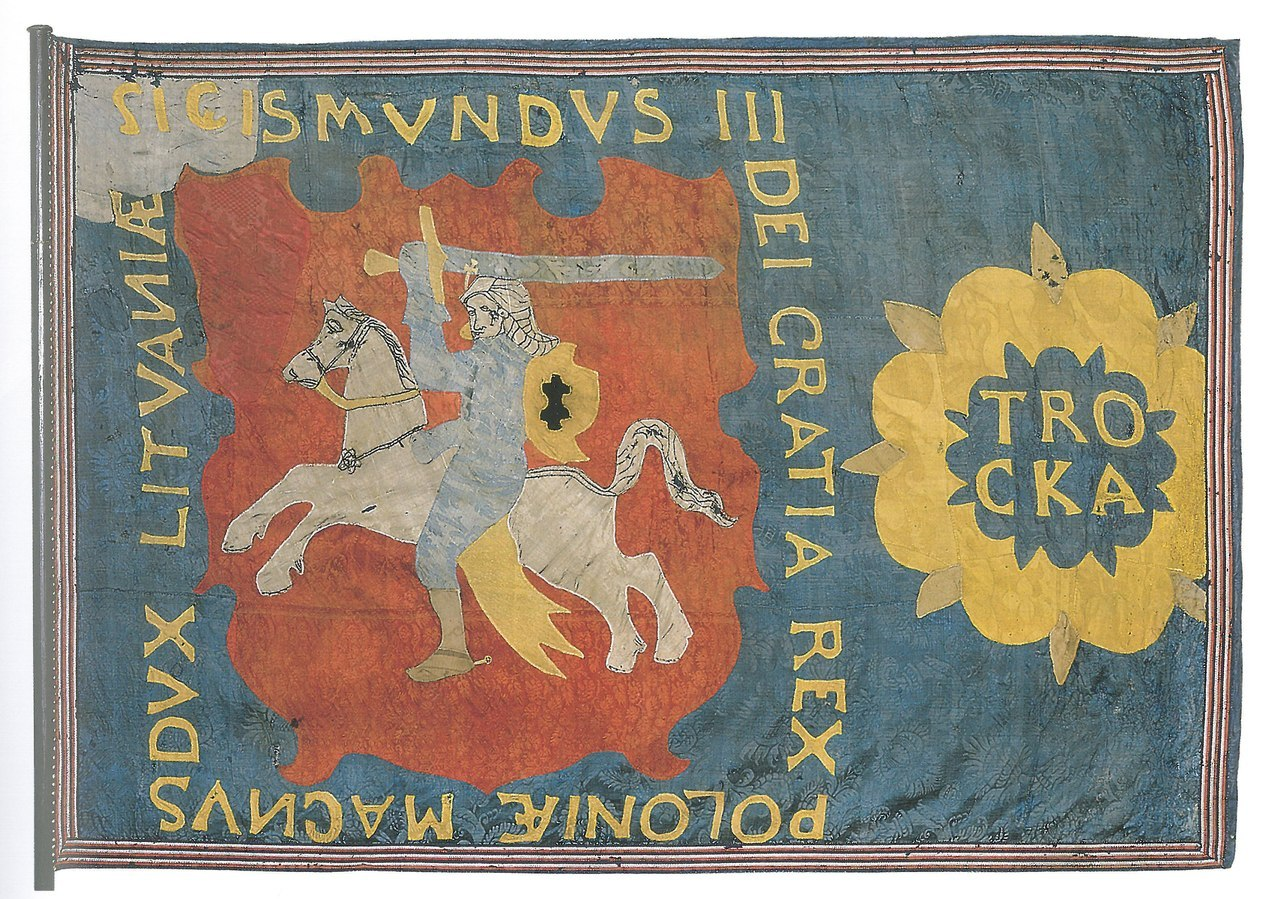
Chorągiew powiatu trockiego z XVI wieku

Powiat trocki – jednostka terytorialna województwa trockiego Wielkiego Księstwa Litewskiego w 1413 roku i Rzeczypospolitej Obojga Narodów.
W obrębie powiatu trockiego istniały starostwa: mereckie, niemonojskie, olkienickie, żyzmorskie, łoździejskie i inne królewszczyzny.